# إتيان رولان
إتيان رولان (بالفرنسية: Étienne Roland)‏ (31 أغسطس 1912 في فرنسا - 1 أغسطس 2003) هو لاعب كرة سلة فرنسي في مركز الوسط، شارك في بطولة أمم أوروبا لكرة السلة 1939 وبطولة أمم أوروبا لكرة السلة 1946 وبطولة أمم أوروبا لكرة السلة 1937 وبطولة أمم أوروبا لكرة السلة 1935 والألعاب الأولمبية الصيفية 1936. ولعب مع US Métro (basketball) ‏.

## وصلات خارجية
- إتيان رولان على موقع الاتحاد الدولي لكرة السلة (الإنجليزية)
- إتيان رولان على موقع بروبوليرز (الإنجليزية)
- إتيان رولان على موقع سبورتس رفرنس (الإنجليزية)
- إتيان رولان على موقع أوليمبيديا (الإنجليزية)